# Lugdunum CLG
Lugdunum CLG (Club de Loisir Gaélique) est le club de football gaélique de la ville de Lyon.

## Historique

### Années 2010
Lugdunum CLG est né en 2008. De 2009 à 2010, l'équipe s'entraîne sur le campus de la Doua. Depuis 2010, les séances d'entraînement ont lieu le lundi soir à Caluire-et-Cuire, au stade Henri-Cochet. Le Tournoi de Lyon, comptant pour le championnat de France, a généralement lieu sur le campus de la Doua à Villeurbanne.
Lors de la saison 2009-2010, Lugdunum CLG participe à ses premiers tournois. À Liffré tout d'abord, puis à Paris à l'occasion de la finale du championnat de France de football gaélique 2010. L'effectif est alors très limité, et l'équipe doit souvent se faire prêter des joueurs pour pouvoir disputer les rencontres.
La saison suivante, le club se développe grâce à son partenariat avec l'Association franco-irlandaise de Lyon (AFIL), et à ses sponsors (Johnny's Kitchen, le Wallace Bar, et Dumona). L'équipe attire un nombre croissant de joueurs français, irlandais et écossais, et organise son premier tournoi - tournoi comptant pour la Conférence Est du championnat de France de football gaélique 2011. Elle se hissera jusqu'à la finale, et devra s'incliner contre Toulouse. Lugdunum CLG découvre par ailleurs l'Euroligue en participant au tournoi de Maastricht. L'équipe perd toutes ses rencontres, et constate l'écart qui la sépare encore des meilleures équipes européennes.
Pour commencer sa troisième saison, Lugdunum CLG participe à la première manche de l'histoire de l'Euroligue à se dérouler sur le sol irlandais, dans la ville de Limerick. Si l'équipe est éliminée lors de la phase des poules, elle y remporte néanmoins la première victoire de son histoire en compétition européenne, victoire décrochée contre les rivaux toulousains.
Quelques semaines plus tard, le club participe à la première manche du Championnat de France de football gaélique 2012 à Toulouse, et remporte à cette occasion le premier trophée de son histoire en battant les Dragons Eire'Lempdais de Clermont-Ferrand en finale.
Le 17 mars, Lugdunum CLG participe au Tournoi de la Saint-Patrick à Clermont-Ferrand, la deuxième manche du Championnat de France de football gaélique 2012. Les Lyonnais remportent la finale contre Paris, et pointent largement en tête de la poule.
En début d'année, Lugdunum CLG signe un accord de sponsoring avec le Kelly's Pub de Lyon.
Le 7 avril, Lugdunum CLG remporte un troisième trophée d'affilée devant ses supporters. Après des rencontres très accrochées contre Paris et Toulouse en poules, rencontres que les Lyonnais remportent de justesse, Lugdunum CLG retrouvent Paris en finale, comme au tournoi de Clermont-Ferrand, et s'imposent 2-3 à 0-2.
Le 19 mai 2012, Lugdunum CLG se rend au tournoi de Paris en étant assuré d'être qualifié pour la finale nationale. L'équipe lyonnaise termine sur la troisième marche du podium en battant Clermont-Ferrand lors de la petite finale, et est sacrée championne de la poule fédérale A.
La finale du 2011-2012 se déroule le 9 juin 2012 à Niort. Elle oppose les deux premiers de la poule fédérale A (Paris et Lyon), les deux premiers de la poule fédérale B (Liffré et Nantes et les deux îles anglo-normandes rattachées au Championnat de France, Jersey et Guernesey. Lugdunum CLG termine premier de sa poule en s'imposant face aux Niortais venus disputer le Shield contre Clermont, aux Nantais et à Jersey. La demi-finale, qui oppose Lugdunum CLG à Paris, est extrêmement serrée. Les Lyonnais s'imposent 2-4 (10) à 2-3 (9) grâce à un point inscrit à la dernière minute. Lugdunum CLG retrouve Jersey en finale, mais s'inclinent cette fois de sept points, après une entame de match difficile. Leur nouveau statut de vice-champion de France les qualifie cependant pour le tournoi Championship de l'Euroligue, qui s'apparente à la Ligue des champions au football ou à la Heineken Cup au rugby.
Pour la campagne européenne de l'automne 2012, Lugdunum CLG s'associe aux joueurs de Paris, les deux équipes ayant des effectifs trop limités pour pouvoir aligner une équipe complète. L'équipe termine 4e du tournoi de Copenhague, 3e du tournoi de Vienne et s'incline en finale du tournoi final de Maastricht, tandis que l'équipe B remporte la Plate, le tournoi de repêchage. Au classement final, les joueurs lyonnais et parisiens finissent sur la troisième marche du podium, derrière Zürich (2e) et Malmö (1er).
L'année 2013-2014 voit la création de l'équipe féminine de Lugdunum CLG, dont les joueuses participent à leur premier tournoi à Paris. Lors de la phase finale du championnat de France, l'équipe masculine parvient à se hisser en finale du Shield (rebaptisé "Tournoi honneur"), en battant notamment Niort, Saint-Brieuc et Paris B avant de perdre contre Clermont-Ferrand en finale du tournoi.
La création de la sélection française de football gaélique confirme le développement du sport à Lyon, puisque les clés de sa sélection dans le championnat fédéral sont confiées à l'un des joueurs lyonnais, tandis que trois joueurs (deux masculins, une féminine) sont appelés pour le stage de présélection à Guérande, au mois d'août 2014.

## Palmarès
| Saisons   | Championnat de France | Euroligue                                                             |
| --------- | --------------------- | --------------------------------------------------------------------- |
| 2011-2012 | 2e                    | qualifié pour le Championship européen                                |
| 2010-2011 | 5e                    | (3e du Tournoi Shield de Bruxelles, 9e du Tournoi Shield de Limerick) |
| 2009-2010 | 9e                    |                                                                       |